# Wilson Sporting Goods
Wilson Sporting Goods Company er en amerikansk producent af sportsudstyr, som er baseret i Chicago, Illinois. Wilson producerer udstyr til en række af sportsgrene: Baseball, badminton, amerikansk fodbold, basketball, softball, golf, racquetball, fodbold, squash, tennis, pickleball og volleyball.
De ejer mærker som Atec, DeMarini, EvoShield, Louisville Slugger, Luxilon og Wilson. Siden 1989 har selskabet været et datterselskab til finske Amer Sports. Wilson har 1.600 ansatte.
Sulzberger & Son's etablerede "Ashland Manufacturing Company" i 1913. De begyndte i 1914 at producere strenge til ketcher og violiner..